# 다이어 스트레이츠
다이어 스트레이츠(Dire Straits)는 1977년 마크 노플러(리드 보컬 및 리드 기타)와 데이비드 노플러(리듬 기타 및 보컬) 형제가 주축이 되어 존 일즐리(John Illsley, 베이스 기타 및 보컬), 픽 위더스 (Pick Withers, 드럼 및 타악기)가 결성한 영국의 록 밴드이다. 1977년부터 1988년까지 그리고 1991년부터 1995년까지 활동하였다. 이들은 세계 최고의 베스트 셀링 뮤직 아티스트들 중 하나로 1억 장 이상의 앨범을 판매했다.
밴드 이름을 제목으로 한 데뷔 앨범에서 나온 그들의 첫번째 히트곡은 "Sultans of Swing"으로 1978년 영국과 미국의 차트에서 톱10에 올랐으며 1980년대에 걸쳐 "Private Investigations"(1983),"Money for Nothing"(1985), "Walk of Life"(1985) 같은 히트 싱글들을 내놓았다. 상업적으로 가장 성공한 앨범은 <Brothers In Arms>(1985)로 3000만 장 이상이 팔렸고 컴팩트 디스크(CD)로 100만 장을 판매한 첫 앨범이 되었다. 다이어 스트레이츠의 사운드는 다양한 음악들로부터 영향을 받았는데 여기에는 재즈, 포크, 컨츄리 등이 포함되며 그 중 가장 깊은 영향은 J. J. 케일(Cale)의 블루스 록이었다. 불필요한 것들을 제거한 그들의 사운드는 펑크 록과 대조를 이루며 펍 록에서 나온 루트 록의 영향을 보여준다. 다수의 곡들이 우울한 분위기를 풍긴다.
영국 히트 앨범 기네스북에 따르면 다이어 스트레이츠는 영국 앨범 차트에 1,100주 이상 머무르며 전체 5위를 차지했고 <Brothers in Arms>는 영국 차트에서 8번째로 많이 팔린 앨범이다. 이들은 총 15년간 활동했는데 1988년에 해산했다가 1991년 다시 재결합했고 그러다가 1995년 마크 노플러가 솔로 활동을 본격적으로 시작하면서 현재 다시 해체된 상태다. 이 기간 동안 수 차례의 멤버 교체가 있었는데 마크 노플러와 일즐리만이 전체 기간에 걸쳐 활동했다. 네 개의 그래미상을 수상했고 세 개의 브릿어워드(최고의 영국 그룹에 두 번), 두 개의 MTV 비디오 뮤직 어워드를 비롯한 다양한 음악 시상식에서 수상하였다. 록앤롤 명예의 전당에 2018년 들어갔다.

## 역사

### 1977–1979년: 초기 활동과 1-2집

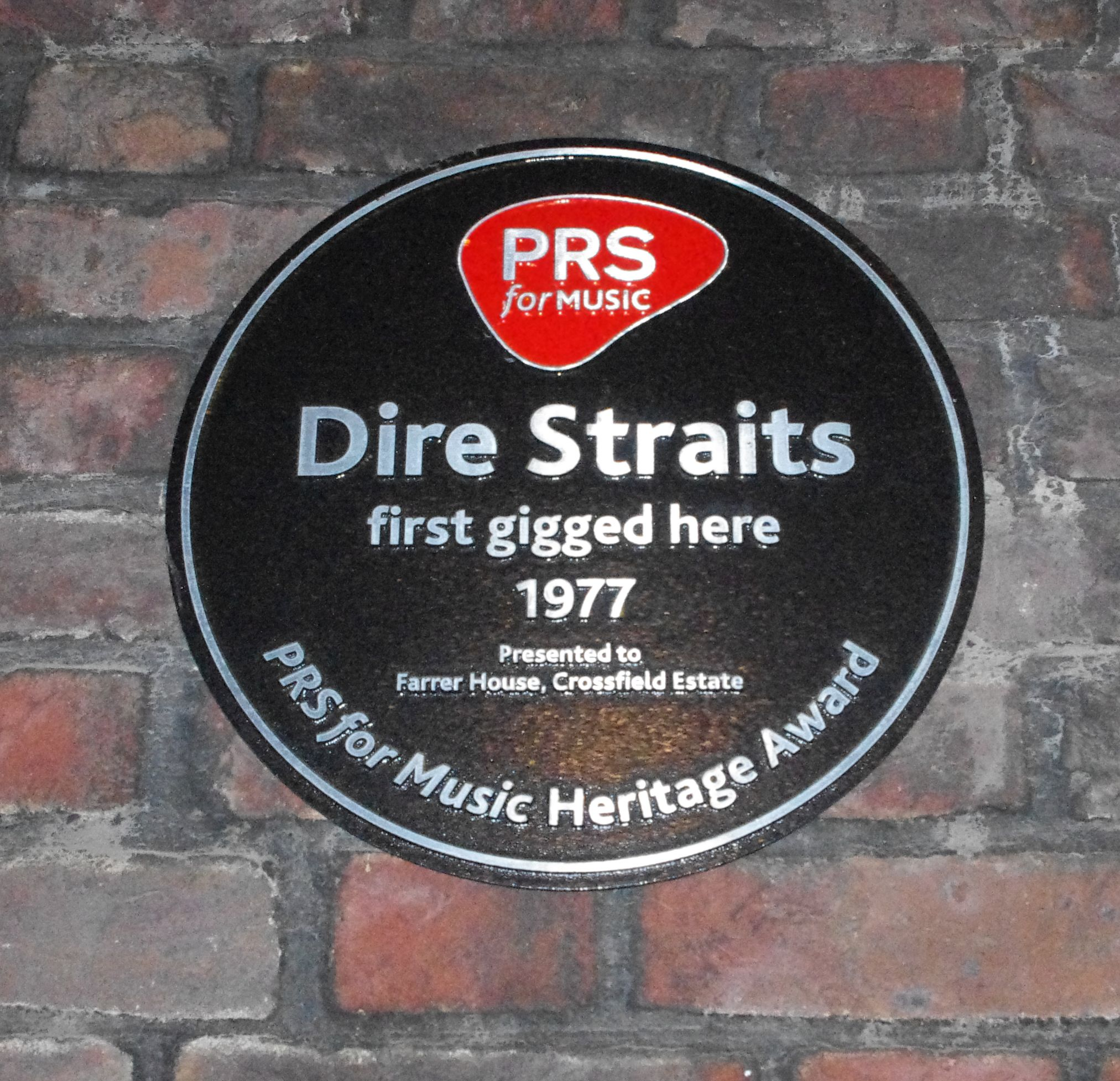
다이어 스트레이츠의 런던 데프트포드에서의 첫 공연 기념패 PRS for Music

마크와 데이비드 노플러 형제는 영국 북동부 뉴캐슬 출신이며 존 일즐리와 픽 위더스는 영국 중동부의 레이케스터 출신으로 1977년 런던에서 밴드를 결성한다. 위더스는 이미 10년의 경력을 가진 베테랑이었고 넷 중에서 경험이 가장 풍부하여 데이브 에드문즈(Dave Edmunds), 게리 래퍼티(Gerry Rafferty), 마그나 카르타(Magna Carta) 등과 함께 1970대에 걸쳐 세션 드러머로 활동했으며 1971년 RCA사에서 앨범을 낸 그룹 스프링(Spring)에도 참여했었다. 밴드가 형성될 즈음 마크 노플러는 미술대학에서 가르치고 있었고 존 일즐리는 골드스미스대학을 다니고 있었으며 데이비드 노플러는 사회복지사였다. 마크 노플러와 위더스는 밴드 결성 전에 브루어스 드룹(Brewers Droop)이라는 록 밴드에서 1973년을 전후하여 서로 다른 시기에 활동하기도 했다.
처음에는 카페 레이서스(Café Racers)라고 불렸는데 위더스의 룸메이트였던 한 뮤지션 친구가 린디스프레임의 사이먼 코우라는 친구의 집 부엌에서 이들이 연습하는 걸 보고 다이어 스트레이츠란 이름을 생각해 냈다고 한다. 1977년 이들은 5개의 곡을 데모 테이프에 녹음했는데 후에 엄청난 히트를 하게 될 "Sultans of Swing"을 비롯하여 "Water of Love", "Down to the Waterline", "Wild West End" 그리고 데이비드 노플러의 곡 "Sacred Loving" 이 담겨있었다. 1977년 록 가든에서 공연을 가진 이들은 데모 테이프를 소호의 MCA사에 제출했으나 거절당했다. 그리고 나서 런던 BBC 라디오에서 "홍키 통크"라는 프로그램을 진행하던 찰리 질레트라는 DJ를 찾아갔다. 단지 조언을 구하려던 것인데 질레트는 그들의 음악이 매우 마음에 든 나머지 "Sultans of Swing"을 자신의 프로그램에서 틀었고 두 달 후 다이어 스트레이츠는 포노그램사의 벌티고 레이블과 계약을 맺게 된다. 1977년 10월 이들은 런던 BBC 라디오 방송을 위해 "Southbound Again", "In the Gallery", "Six Blade Knife"를 데모로 녹음했고 11월에 "Setting Me Up", "Eastbound Train", "Real Girl" 데모 녹음을 한다.

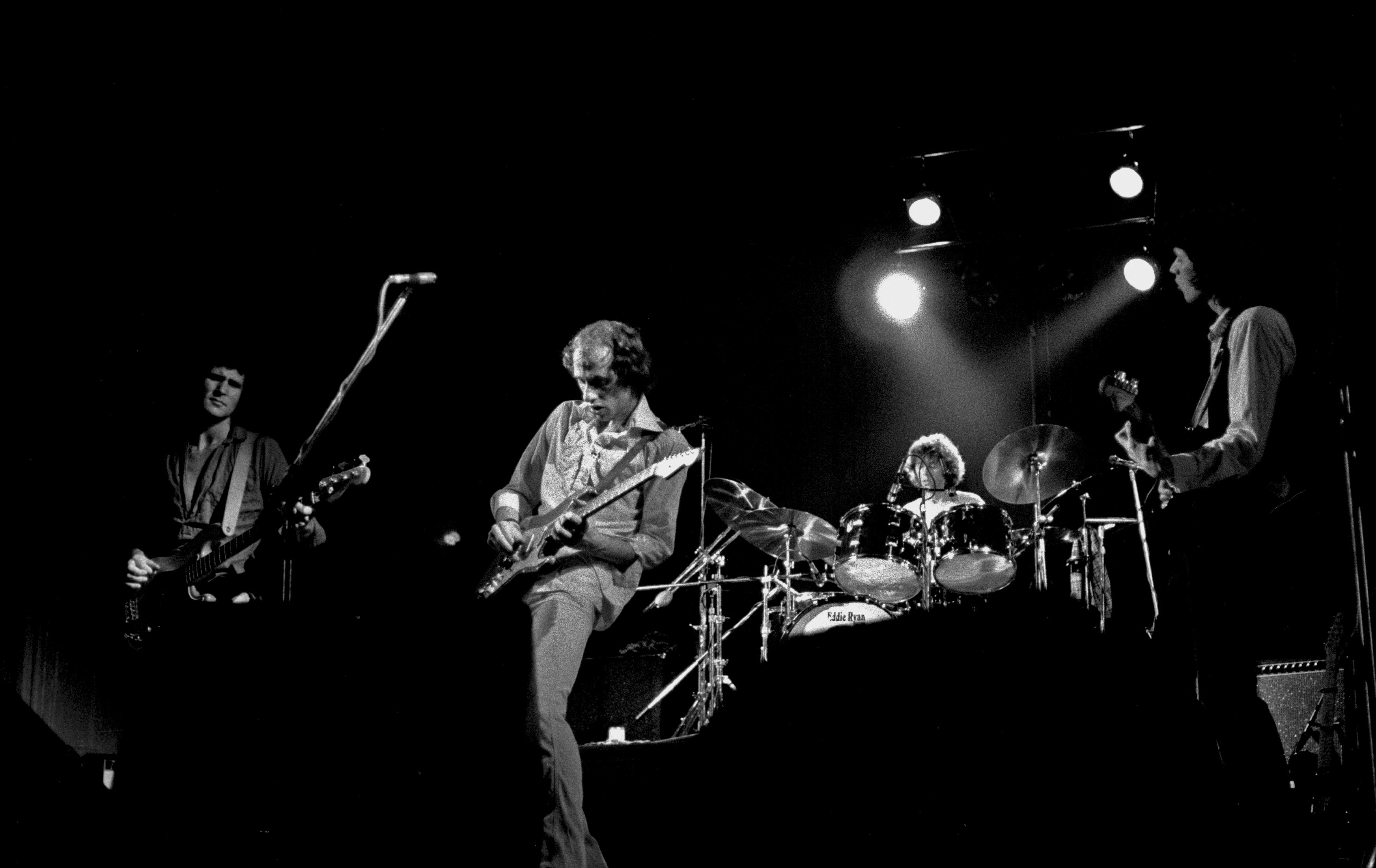
1978년 독일 함부르크에서 다이어 스트레이츠 오리지널 멤버들. 좌로부터: 존 일즐리, 마크 노플러, 픽 위더스, 데이비드 노플러

첫 앨범인 <Dire Straits>는 1978년 2월 런던의 노팅힐에 위치한 배싱 스트릿 스튜디오에서 12,500 파운드의 비용을 들여 녹음했다. 머프 윈우드(Muff Winwood)가 제작을 맡은 이 앨범은 당시 포노그램사 소속의 벌티코 음반에서 발매되었다. 이 앨범에 흥미를 느낀 뉴욕 워너 브라더스 음반의 카린 버그는 이들의 음악이 당시 대중들이 목말라하는 것이라 여겼는데 그녀와 함께 일하는 이들 중 단 한 사람만이 이에 동의했다고 한다. 앨범에 수록된 다수의 곡들은 마크 노플러의 뉴캐슬, 리즈, 런던에서의 경험을 담은 것들로 "Down to the Waterline"은 뉴캐슬에서의 삶을 그린 것이고, "In the Gallery"는 리즈의 조각가이자 예술가인 해리 필립스(스티브 필립스의 아버지)에게 바치는 곡이며 "Wild West End"와 "Lions"는 노플러의 초기 런던 생활을 통해 나온 것들이었다.
같은 해 재발매한 "Sultans of Swing"이 마침내 영국 차트에서 상승세를 타기 시작하면서 다이어 스트레이츠는 토킹 헤즈(Talking Heads)의 오프닝 밴드로 순회공연을 시작한다. 이를 통해 워너 브라더스 음반과 미국에서의 녹음 계약을 맺게 되고 1978년 말 밴드명과 같은 제목의 데뷔 앨범을 전세계적으로 출시한다. 이 앨범은 미국에서 뿐 아니라 캐나다, 호주, 뉴질랜드에서도 톱에 오르며 결국 모든 유럽 국가들에서도 톱10에 들어가게 된다.
이듬해 다이어 스트레이츠는 첫 미국 순회공연을 시작하였고 38일간의 51개의 공연 모두 매진을 기록했다. "Sultans of Swing"은 미국 차트 4위와 영국 차트 8위에 올랐고 다이어 스트레이츠 최고 히트곡으로 공연 때마다 반드시 들어가는 레퍼토리가 되었다. 로스 엔젤스에서 밴드의 공연을 본 밥 딜런(Bob Dylan)은 크게 감명을 받고 마크 노플러와 드러머 픽 위더스를 그의 차기 앨범 <Slow Train Coming> 녹음 연주를 위해 초청했다.
두 번째 앨범 <Communiqué> 녹음 작업은 1978년 12월 바하마 나소의 컴파스 포인트 스튜디오에서 진행되었다. 제리 웩슬러(Jerry Wexler)와 배리 베케트(Barry Beckett)가 제작을 맡아 1979년 6월에 발매된 이 앨범은 독일 차트 1위에 올랐도 동시에 데뷔 앨범 <Dire Straits>도 3위까지 오르게 된다. 한편 영국에서는 앨범 차트 5위까지 올랐다. "Lady Writer"가 싱글로 나온 이 두 번째 앨범은 1집과 유사한 분위기를 이어갔고 첫 곡인 "Once Upon a Time in the West"의 경우 더욱 폭넓어진 노플러의 서정성을 보여주었다. 한편 그 이듬해가 되면서 밴드는 라인업이 바뀌며 새로운 방향으로 나가게 된다.

### 1980–1984년: 초기 성공 시절

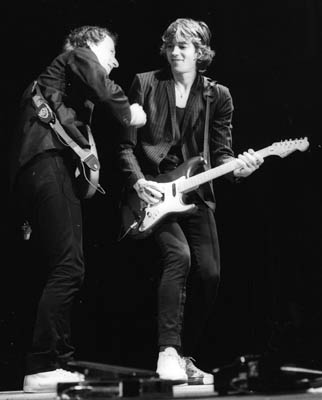
마크 노플러와 할 린데스

1980년 다이어 스트레이츠는 "Sultans of Swing"으로 그래미상 최우수 신인상과 최우수 록 보컬상(듀오 및 그룹)을 수상한다. 1980년 7월 이들은 세 번째 앨범 녹음을 시작했다. 지미 로바인(Jimmy Iovine)이 마크 노플러와 공동 제작한 앨범 <Making Movies>는 1980년 10월에 발매되었다. 녹음 세션 중 마크와 데이비드 형제 사이에 갈등이 증폭되었고 결국 데이비드는 음악적 견해 차로 인해 솔로로 나섰고 앨범에는 그의 이름이 들어가지 않았다. 녹음 세션은 브루스 스프링스틴의 E 스트리트 밴드에 있던 시드 맥기니스(Sid McGinnis)가 리듬 기타로, 로이 비탄(Roy Bittan)이 키보드로 참여했다. 녹음이 끝나고 유럽, 북미, 오세아니아 순회공연을 위해 키보드에 앨런 클라크(Alan Clark)과 캘리포니아 출신의 기타리스트 할 린데스(Hal Lindes)가 풀타임 멤버로 합류했다.
<Making Movies>는 대부분 긍정적인 평을 받았는데 곡들은 더 길어지고 편곡은 복잡해졌다. 그리고 이것이 이후 이들의 스타일로 자리잡게 된다. 이 앨범의 수록곡들은 대부분 마크 노플러의 개인적 내용들이 담긴 작품들이었다. 가장 히트한 싱글은 일종의 불륜을 다룬 "Romeo and Juliet"으로 마크 노플러 특유의 트레이드 마크와도 같은 방식인 가공의 이름으로 위장한 개인적 노래였고 영국 싱글 차트 8위에 올랐다. 싱글로 나오지는 않았지만 "Solid Rock"은 이후 다이어 스트레이츠의 공연에서 빠지지 않는 곡이 되었고 앨범을 여는 첫 곡으로 도입부에 리차드 로저스와 오스카 해머스타인 2세의 "The Carousel Waltz"를 차용한 "Tunnel of Love"는 영화 <사관과 신사>에 사용되기도 했다. "Tunnel of Love"는 1981년 싱글로 발매되었을 때에는 영국 싱글 차트 54위까지 밖에 이르지 못했으나 이들의 가장 인기있는 곡 중 하나가 되었고 공연에서 자주 연주되었다. <Making Movies>는 영국 앨범 차트에 5년간 머물렀으며 최고 4위까지 올랐었다. 롤링스톤지는 이 앨범을 "80년대 100대 음반" 중 52번째로 선정했다.

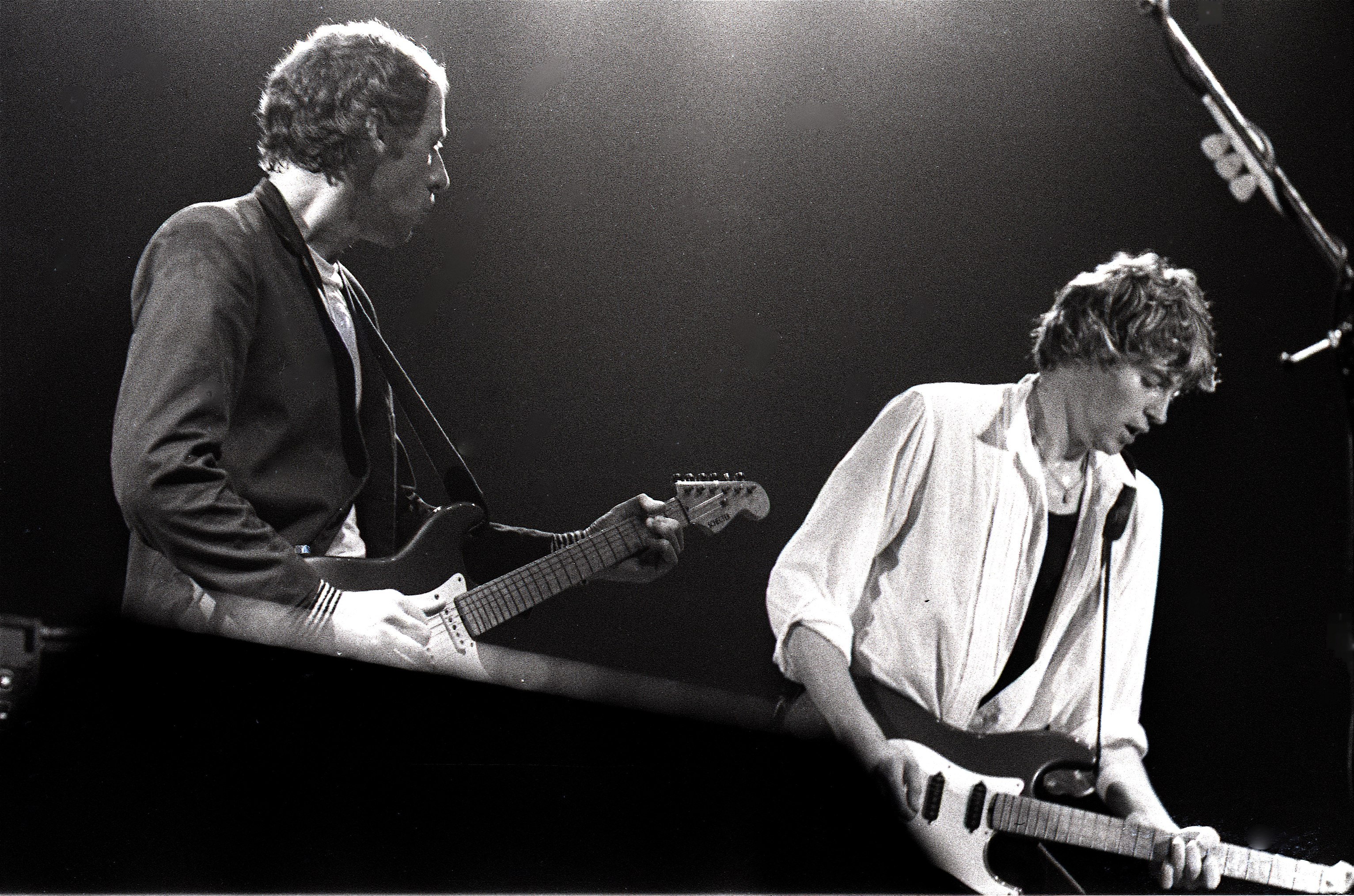
1981년 6월 암스텔담에서 공연하는 노플러와 린데스

다이어 스트레이츠의 네 번째 스튜디오 앨범 <Love Over Gold>는 앨런 클라크의 실험적인 피아노와 키보드 연주가 담겨있는 긴 곡들로 구성되었다. 1982년 9월 발매되어 미국에서는 골드 레코드가 되었고 영국에서는 4주간 1위를 차지했다. 앨범 제목은 노플러가 전에 살던 런던의 공영아파트 창밖으로 보이는 벽의 낙서에서 영감을 얻었다고 하며 문구 자체는 캡틴 비프하트의 앨범 커버에서 따왔다. <Love Over Gold>는 마크 노플러가 단독으로 제작한 첫 앨범으로 여기에 수록된 "Private Investigations"은 영국 싱글 톱5에 진입한 다이어 스트레이츠의 첫 번째 곡으로 길이가 거의 7분에 달했음에도 최고 2위까지 올랐고 공연 때마다 연주되는 또 하나의 곡이 되었다.
한편 영국 외에서는 1980년대 초 영국 제조업의 몰락과 파업, 불황으로 인한 사회적 기능 장애를 그린 "Industrial Disease"가 메인 싱글로 발매되었고 캐나다의 경우 톱10에 올랐다. <Love Over Gold>에는 타이틀곡을 비롯하여 "It Never Rains", 그리고 14분에 달하는 "Telegraph Road"가 포함되어 있다. 이 시기에 노플러가 썼던 곡 "Private Dancer"는 앨범에는 들어가지 않았고 이후 티나 터너 컴백 앨범의 제목이자 타이틀곡이 되었다. <Love Over Gold>는 발매 첫 6주 동안 2백만장이 팔린 것으로 되어 있다. 이 앨범이 나온지 얼마 되지 않아 드러머인 픽 위더스는 밴드를 탈퇴했고 그 뒤를 이어 록파일(Rockpile)과 맨(Man)을 비롯한 다양한 웨일즈 밴드들에서 활동했던 테리 윌리엄스(Terry Williams)가 영입된다.

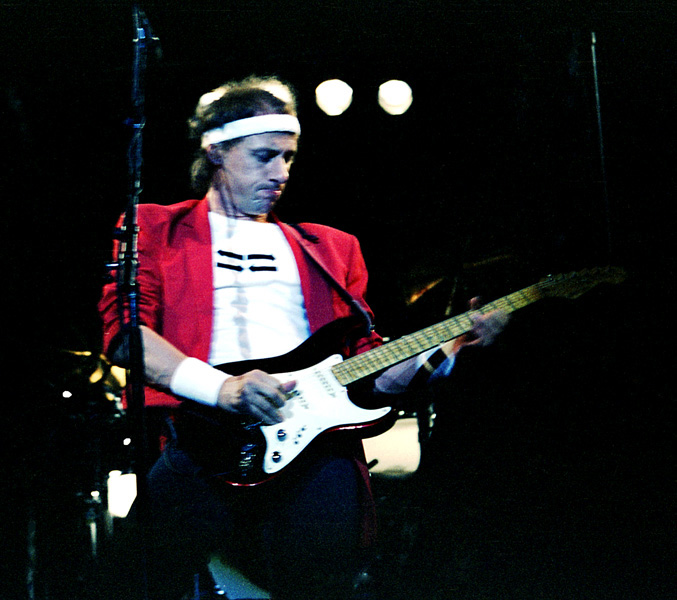
1983년 자가레브에서 공연하는 마크 노플러

1983년, 아직 <Love Over Gold>가 앨범 차트에 머물고 있을 때, 네 곡이 담긴 EP <ExtendedancEPlay>가 출시된다. 여기에는 히트 싱글인 "Twisting By the Pool"가 들어있었고 영국과 캐나다에서 톱 20에 오른다. 다이어 스트레이츠는 1983년 브릿 어워드에서 최고의 영국 그룹 상을 수상한다. 공연에서 더욱 복잡해진 편곡을 소화하기 위해 기존에 있던 클라크 외에 세션 키보드 연주자인 토미 맨델(Tommy Mandel)이 공연 라인업으로 더해지고 <Love Over Gold> 홍보를 위한 8개월의 전 세계 순회공연에 돌입하였는데 1983년 7월 22-23일에 런던 해머스미스 옥덴에서 열렸던 두 차례의 매진된 공연도 이 때였다. 더블 앨범인 <Alchemy Live>는 바로 이 두 개의 공연에서 녹음된 것들 중에 추린 것으로 스튜디오에서 오버 더빙을 하지 않은 채 출시되었다고 알려져 있다. 1983년에 믹싱 작업을 하여 1984년 3월에 발매되어 영국 앨범 차트 톱3에 오르게 된다. 이 공연은 VHS로도 출시되었고 2010년에 다시 DVD와 블루레이로 발매되었다.
1983년과 1984년 마크 노플러는 밴드 외 프로젝트들을 진행하여 <로컬 히로>와 <칼> 영화음악 작업을 했고 이후 음반으로도 출시되었다. 또한 이 시기에 노플러는 밥 딜런의 <Infidels> 앨범 제작을 맡았으며 여기에는 앨런 클라크이 키보드로 참여했고 이 외에도 아즈텍 카메라(Aztec Camera)와 윌리 드빌(Willy DeVille)의 앨범들도 제작했다. 한편 1984년 존 일즐리도 자신의 첫 솔로 앨범인 <Never Told a Soul>을 만들었고 여기에는 마크 노플러, 앨런 클라크, 테리 윌리엄스도 참여했다.

### 1985–1986년: 브라더스 인 암스 시절
1984년 말 다이어 스트레이츠는 스튜디오로 돌아와 다섯 번째 앨범인 <Brothers in Arms>를 위한 곡들을 노플러와 닐 돌프스만의 제작으로 몬트세라트의 에어 스튜디오에서 녹음하기 시작했다. 멤버에도 변화가 생겼다. 맨델이 다시 세션 작업으로 돌아가면서 록시 뮤직과 <칼> 사운드트랙에 참여했던 가이 플레쳐(Guy Fletcher)를 풀타임 세컨 키보드 주자로 영입했다. 또한 기타리스트였던 할 린데스는 녹음 세션 중 밴드를 떠났고 대신 뉴욕 출신의 기타리스트인 잭 소니(Jack Sonni)가 합류했다.
사운드 온 사운드 매거진의 닐 돌프스만 인터뷰에 따르면 녹음 세션이 시작된 지 한 달 즈음 드러머인 테리 윌리엄스 대신 재즈 세션 드러머인 오마르 하킴(Omar Hakim)이 임시로 섭외되어 이틀 동안 전 앨범의 드럼 파트를 녹음하고 갔다고 한다. 앨범에는 하킴과 윌리엄스 이름이 둘 다 들어가 있지만 윌리엄스가 연주한 것은 "Walk of Life"와 "Money for Nothing"의 도입부에 점차 고조되는 즉흥 연주 뿐이었다. 앤디 카나반(Andy Kanavan)도 잠시 드러머로 밴드에 합류했었다. 그리고 나서 윌리엄스는 뮤직 비디오와 세계 투어를 위해 다시 밴드로 복귀했다.
1985년 5월에 발매된 <Brothers in Arms>는 영국 앨범 차트 1위로 진입했고 228주 동안 차트에 머무르며 430만장 이상이 팔리면서 1985년 베스트셀링 앨범이 되었다. 미국에서도 빌보드 200에서 9주간 1위를 하면서 비슷한 성공을 거두었으며 9백만장의 판매고를 올리며 멀티플래티넘 앨범이 되었다. 호주의 아리아 차트에서는 34주간 1위에 머물며 호주에서 가장 오래 1위에 머문 앨범이 되었다.

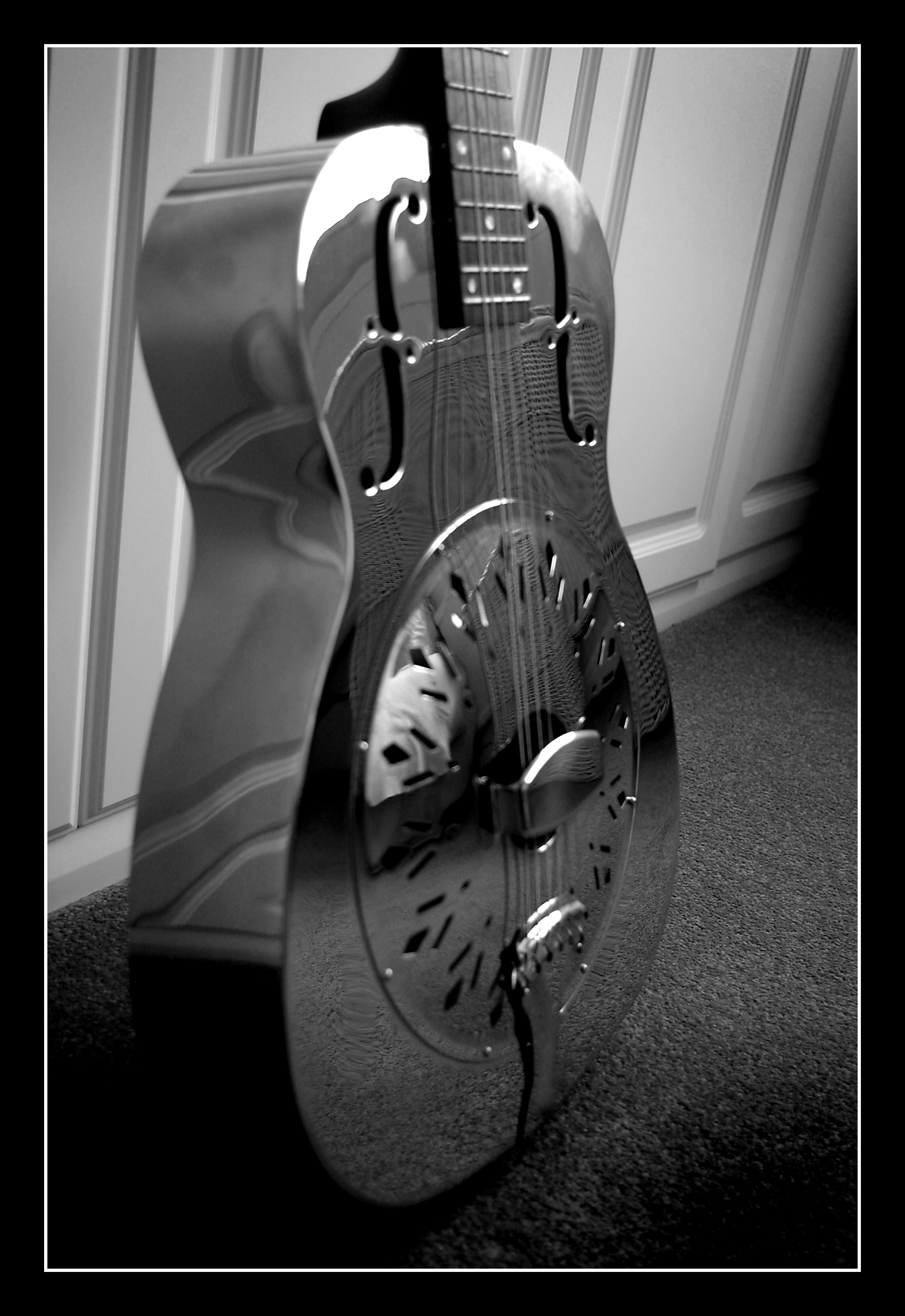
<Brothers in Arms> 앨범 커버에 나오는 내셔널 스트링 인스트루먼트사에서 만든 스타일 0 레저네이터 기타. 마크 노플러는 이 기타를 1981년 싱글 "Romeo and Juliet"에서도 사용했다.

이 앨범은 초기 앨범들 보다 더 호화로운 제작 스타일과 사운드로 이루어져 있으며 다수의 히트 싱글을 냈다. "Money for Nothing"은 미국 빌보드 핫 100 차트 1위에, 영국 싱글 차트에서는 4위에 올랐고 이밖에도 "So Far Away"(영국 20위, 미국 19위), "Brothers in Arms"(영국 16위), "Your Latest Trick"(영국 26) 등이 담겨 있다. "Money for Nothing"은 영국 MTV에서 최초로 방영된 뮤직 비디오가 되었고 게스트 보컬로 참여한 스팅(Sting)은 마크 노플러와 함께 공동작곡으로 이름을 올렸는데 이는 "Don't Stand So Close To Me"의 멜로디 일부가 곡에 포함되면서 저작권이 이슈가 될 수 있어서였고 스팅이 직접 쓴 가사는 없었다. 이 곡으로 다이어 스트레이츠는 1986년 2월 그래미상 최우수 록 보컬 듀오/그룹 퍼포먼스를 수상했다.
<Brothers in Arms>는 전체가 디지털로 녹음된 최초의 앨범이다. 노플러가 더욱 향상된 오디오를 위해 밀어부쳤던 결과였다. 영국이 포클랜드 전쟁에 개입했을 시기에 쓰여진 앨범의 타이틀 곡인 "Brothers in Arms"는 군장례식에서 선호되는 레퍼토리다. 이는 세계 최초의 CD 싱글로도 알려져 있는데 영국에서 투어 홍보용으로 제작되어 Live in '85라는 문구가 찍혀있고 호주의 경우 Live in '86이라고 되어 있다. 네 곡만이 담겨 있는 초한정판이었다. 한편 "Walk of Life"는 공동제작자인 닐 돌프스만의 반대로 거의 앨범에서 빠질 뻔했었는데 밴드 멤버들의 다수표가 이겼다. 그 결과 가장 상업적으로 성공을 거둔 다이어 스트레이츠의 히트 싱글이 되었고 영국에서 2위까지 올랐다.

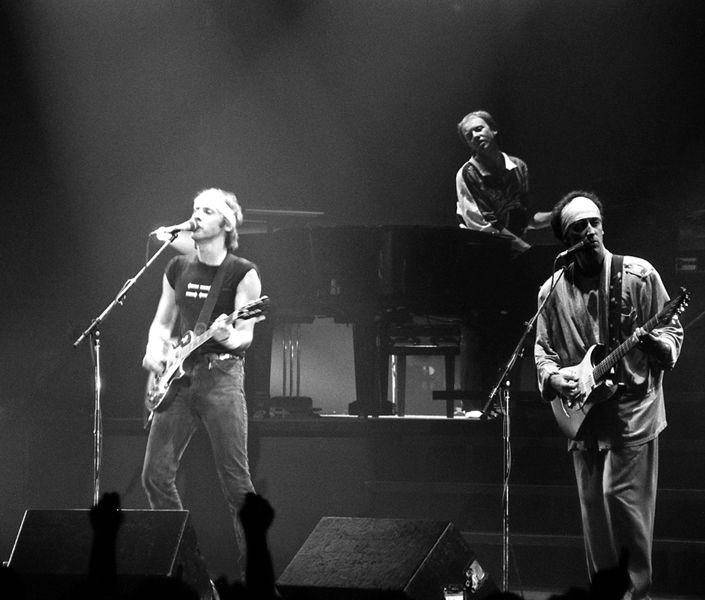
1985년 5월 10일, 유고슬라비아(현 세르비아) 벨그레이드에서 공연하는 다이어 스트레이츠. 좌로부터: 마크 노플러, 클라크, 잭 소니.

이 앨범은 최초로 백만장을 판매한 CD로 기네스북에 올라 있으며 CD 포맷이 대중화되는데 기여한 것으로 평가된다. 가디언지는 록음악 역사의 50개 주요 사건에 <Brothers in Arms> CD를 38위로 올려놓았다. 여기에는 LP 버전과는 달리 "Money for Nothing"의 풀버전이 담겨 있으며 LP 앞면에 있던 모든 곡들의 긴 버전이 함께 수록되었다 ("Walk of Life"는 제외).
1985-1986년 앨범 발매에 뒤이은 Brothers in Arms 월드 투어는 2천5백만장의 표가 판매되는 등 엄청난 성공을 거두었다. 유럽, 중동(이스라엘), 북아메리카, 호주, 뉴질랜드 등지의 100개가 넘는 도시에서 248번의 공연을 했다. 색소폰의 크리스 화이트(Chris White)가 밴드에 합류하였고 월드 투어는 1985년 4월 25일 크로아티아(당시 유고슬라비아) 스플릿에서 시작되었다. 웸블리 아레나에서 13일간 공연하던 도중 1985년 7월 13일 오후에는 웸블리 스타디움으로 이동, 라이브 에이드에 게스트 보컬 스팅과 함께 "Money for Nothing"으로 참여하기도 했다. 월드 투어는 1986년 4월 26일 호주의 시드니 엔터테인먼트 센터에서의 21일간 연속으로 공연하고 막을 내렸는데 이는 연속 공연 기록으로 아직도 깨지지 않고 있다. 이 공연에서 호주의 민요인 "Waltzing Matilda" 즉흥 연주를 하기도 했다. 호주와 뉴질랜드에서 90만장의 표를 판매했고 이는 2017-2018 에드 쉬란(Ed Sheeran)이 깨기 전까지는 호주 최고 기록이었다.

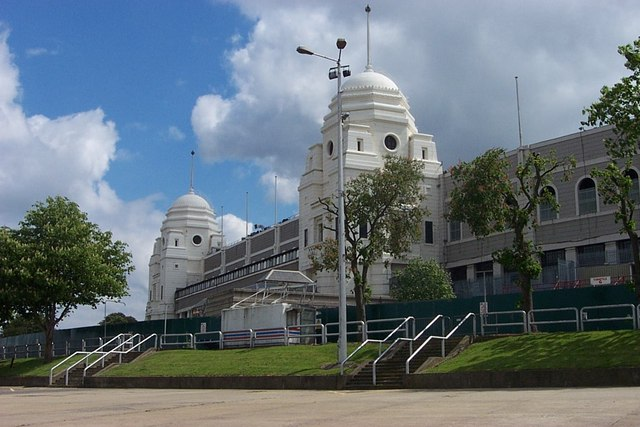
1985년 7월 13일, 라이브 에이드 공연이 열렸던 웸블리 스타디움

또한 1985년 이들은 런던에서 카르툼에 걸쳐 존 애비가 주도하던 기근 구호 후원금을 모으기 위한 "The Walk of Life"라는 캠페인을 벌였다. 다이어 스트레이츠는 참여한 이들에게 감사를 표하며 <Brothers in Arms> 골드 디스크를 기부했다. 1985년 7월 10일 웸블리 아레나에서 있었던 공연에서 닐스 로프그린(Nils Lofgren)이 반주로 참여한 "Solid Rock"과 "Going Home"(<로컬 히로> 주제가)의 마지막 부분에 행크 마빈(Hank Marvin)이 밴드와 함께 연주했던 것이 영국 채널 4에 1986년 1월에 방송되었다. (공식적으로 발매된 적은 없지만 당시 연주를 녹음한 해적판 <Wembley does the Walk(2005)>가 나돌기도 했다.
1986년 <Brothers in Arms>는 그래미상을 수상했고 1987년 브릿 어워드에서 최우수 영국 앨범을 수상했다. Q 매거진은 2000년 역대 가장 위대한 영국 앨범 100개에서 이 앨범을 51위에 넣었고 롤링스톤지에서 2003년 집계한 "역대 최고 앨범 500" 중 351위에 넣었다. <Brothers in Arms>는 또한 1985년 베스트 앨범 3위, 1980년대 베스트 앨범 31위를 차지했고 2017년 12월을 기해 영국 차트 역대 베스트 셀링 앨범에서 8위를 기록했고 미국에서는 107번째 베스트셀링 앨범이었다. 1986년 유럽 MTV는 다이어 스트레이츠의 "Money for Nothing"을 틀며 방송을 개시했다.

### 1987-1990년: 1차 해산
Brothers in Arms 투어가 끝나고 마크 노플러는 1987년 다이어 스트레이츠 활동을 벗어나 솔로 프로젝트와 영화 사운드트랙에 집중했다. 그러다 1988년 6월 11일 웸블리 스타디움에서 있었던 넬슨 만델라 70일 생일축하 행사 주공연을 맡으면서 다시 모였다. 에릭 클랩튼(Eric Clapton)이 합류하여 그의 히트곡 "Wonderful Tonight"을 함께 연주했고 당시 기타리스트였던 잭 소니가 없었기에 밴드의 다른 곡들의 리듬 기타 파트를 클랩튼이 연주했었다. 그리고 얼마 안 있어 윌리엄스는 밴드를 떠났다.

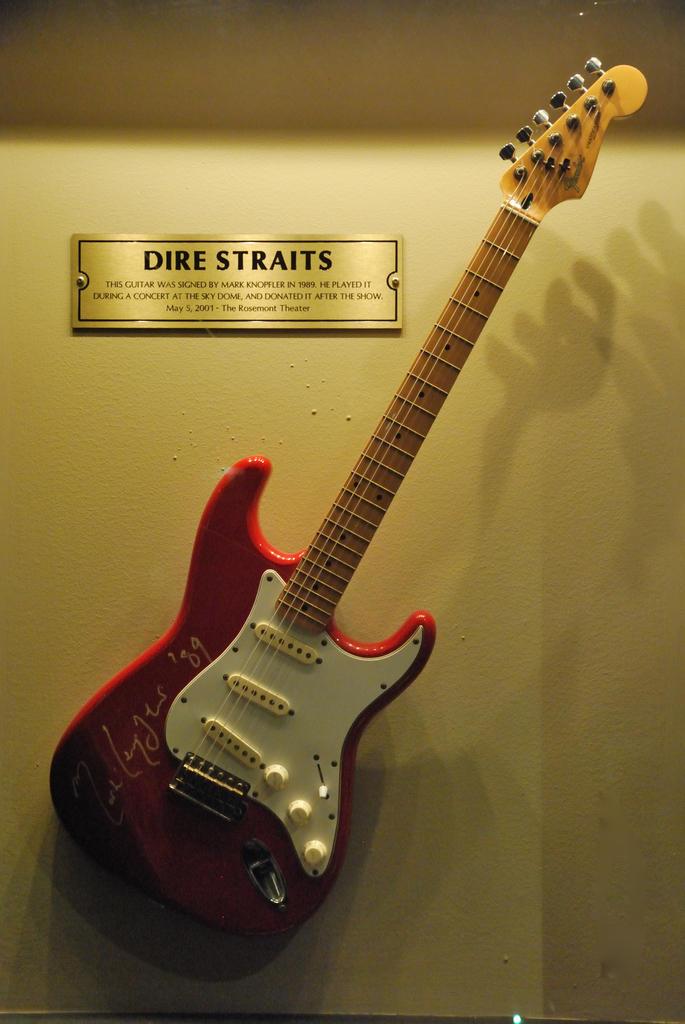
시카고 블루스바에 있는 마크 노플러의 1989년 서명이 있는 기타.

1988년 9월 마크 노플러는 공식적으로 다이어 스트레이츠의 해체를 발표했다. 롤링스톤지의 롭 타넨바움과의 인터뷰에서 그는 "많은 기사들이 우리가 세계 최고의 밴드라고 한다. 그러나 음악이 아니라 인기에 방점이 찍혀있다. 나는 쉼이 필요하다"고 말했다.  <Brothers in Arms> 앨범과 투어의 엄청난 성공은 밴드 멤버들에게 심각한 스트레스를 주었고 노플러는 이제는 더 개인적인 작업에 몰두하고 싶다는 의사를 표했다. 히트곡 모음집 <Money for Nothing>이 1988년 10월에 발매되었고 영국에서 1위에 올랐다. 한편 1988년 존 일즐리는 마크 노플러, 앨런 클라크, 가이 플레쳐, 크리스 화이트 등과 함께 두 번째 솔로 앨범 <Glass>를 냈다.
1989년 노팅힐의 와인바에서 식사를 하던 도중 의기투합한 노플러는 더 노팅 힐비리스(The Notting Hillbillies)라는 프로젝트 그룹을 조직했다. 컨츄리풍의 밴드로 가이 플레쳐, 브렌단 크로커, 스티브 필립스가 참여했고 메니저인 에드 빅넬이 드럼을 맡았다. 노팅 힐빌리스는 1990년 <Missing...Presumed Having a Good Time>이라는 제목의 앨범 한 장과 싱글 "Your Own Sweet Way"를 발표하여 약간의 성공을 거두었다. 이들은 그 해 말까지 투어를 했고 새터데이 나이트 라이브에도 출연했다. 노플러는 그에게 영향을 주었던 컨츄리 음악을 좀 더 파고들었고 1990년에 기타리스트 쳇 앳킨스(Chet Atkins) 및 넥앤넥(Neck and Neck)과 콜라보 작업을 하기도 했다.
1990년 다이어 스트레이츠는 넵워스 페스티벌에서 엘튼 존, 에릭 클랩튼과 함께 "Solid Rock", "Money for Nothing" 그리고 또 한 곡을 함께 연주했는데 이 곡에 대해 노플러는 실험적인 곡이라 소개하며 다음 앨범에 들어갈 지 아직 미지수라고 했었다. 블루스록 음악인 이 곡에서 마크 노플러와 에릭 클랩튼은 솔로를 연주했는데 1990년 앨범 <Hell to Pay (제프 힐리 밴드)>에도 삽입되었다. 캐나다 블루스/재즈 기타리스트인 제프 할리에게 마크 노플러가 선물로 선사한 것이다. 이는 아직 노플러와 일즐리 그리고 매니저 에드 빅넬이 그 다음해에 밴드를 재결합하기로 결정하기 이전의 일이다.

### 1991-1995년: 부활, 마지막 앨범 그리고 최종적 해체
1991년 초 노플러와 일즐리는 이전 멤버인 앨런 클라크와 가이 플래쳐와 함께 밴드를 다시 부활시켰다. 빅넬을 메니저로 하고 다이어 스트레이츠는 다시금 네 명의 멤버가 되었다. 새 앨범을 위한 곡들을 녹음하기 시작하면서 새로운 세션 연주자들로 스틸 기타리스트인 폴 프랭클린(Paul Franklin), 퍼커션에 대니 커밍스(Danny Cummings)가 합류했고 색소폰에 크리스 화이트가 돌아왔고 기타리스트 필 파머는 소니가 떠난 자리를 매꿨다. 그리고 토토(Toto) 드러머 제프 포카로(Jeff Porcaro)가 윌리엄스의 자리를 대신하여 드럼을 녹음했다.

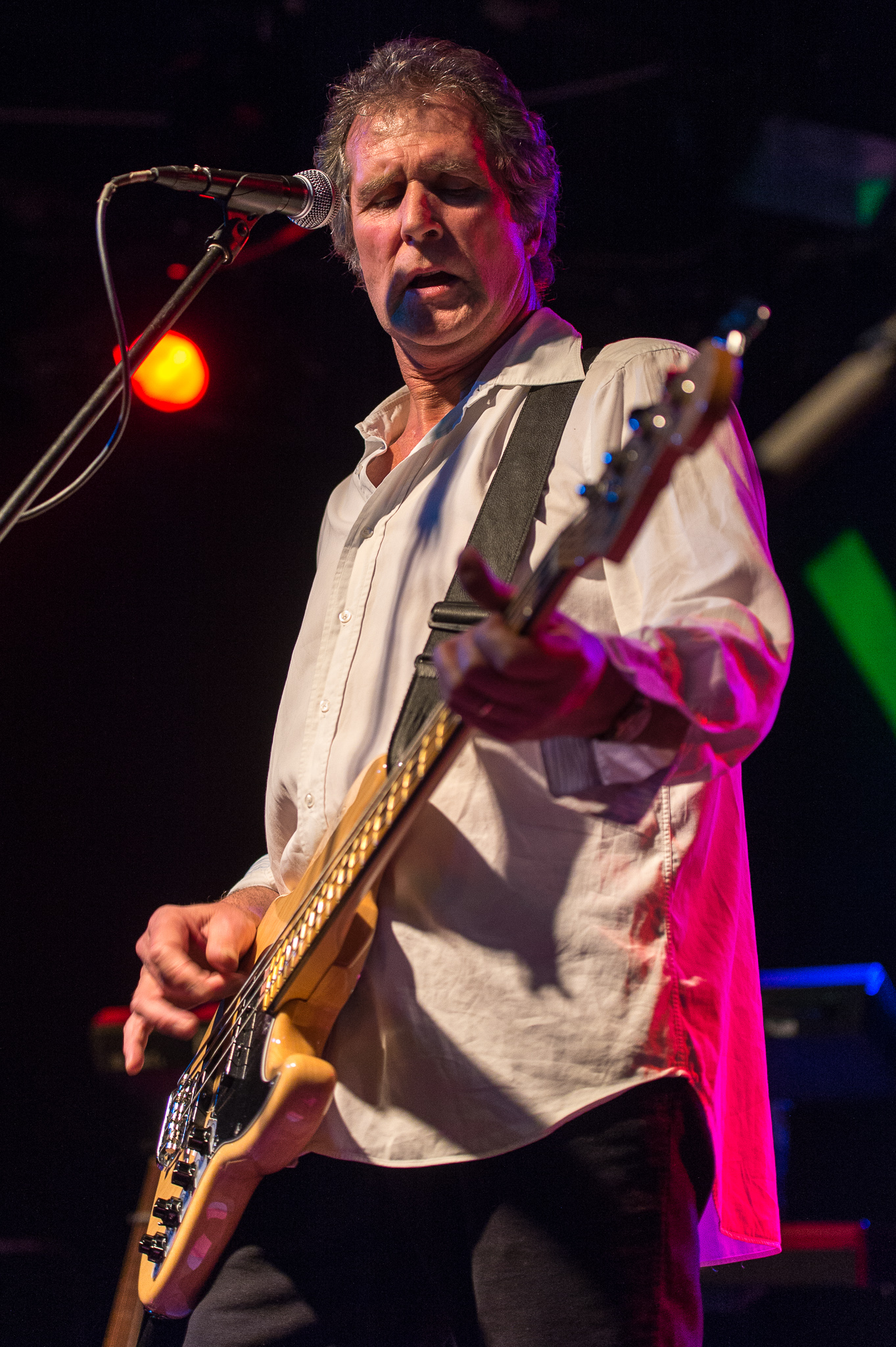
온 에브리 스트릿 투어 후 존 일즐리는 "어떤 시대정신이었든지 우리가 몸담고 있었던 그것은 이미 지나갔다. 개인적 관계들에 문제가 생기면서 밴드 활동은 모두에게 육체적, 정신적으로 끔찍한 짐이 되어버렸다. 그러면서 우리는 변해갔다"라고 토로했다.

다이어 스트레이츠는 그들의 최종 스튜디오 앨범 <On Every Street>을 1991년 9월 출시했다. 매우 기대되었던 앨범이었지만 보통의 성공과 엇갈린 평가를 받았고 이전의 국제적 성공에도 불구하고 청중들도 상당량 감소했다. 올 뮤직 가이드 같은 곳에서는 이 앨범에 대해 전작인 <Brothers in Arms>에 비해 "감명을 주지 못했다"고 평했다. 그래도 8백만장이 팔렸고 영국에서는 1위, 미국에서는 12위에 올랐다.
이 앨범은 영국에서 히트 싱글을 만드는 데에도 실패했다. 첫 번째로 나온 싱글은 오프닝 곡인 "Calling Elvis"였고 뮤직 비디오는 1960년대 TV쇼 <썬더버드>를 주제로 한 것이었다. 영국 차트 21위까지 오르기는 했으나 4주 만에 차트 밖으로 밀려났다. 다음 싱글로 "Heavy Fuel"이 나왔는데 영국 싱글 차트에서는 톱50에도 진입하지 못했으나 미국에서는 "Money for Nothing" 이후 두 번째로 빌보드 메인스트림 록 트랙 차트에 1위에 올랐다. 앨범의 타이틀 곡도 영국에서는 톱40에 들지 못했고 마지막으로 영국에서 출시된 싱글 "The Bug"은 빈스 길(Vince Gill)이 백보컬로 참여했었는데, 빈스에게 밴드에 풀타임으로 합류할 것을 권유했으나 솔로로 활동하겠다며 거절했다.
다이어 스트레이츠는 2년 걸친 300개의 공연으로 짜여진 투어를 준비하며 티켓을 구입한 대략 710만명의 팬들 앞에서 연주할 세션 드러머 크리스 휫튼(Chris Whitten)을 영입했다. 1985-86년 보다는 음악적으로 더 정교해진 월드 투어였으나 그리 성공적이지 못했다. 그들에게는 벅찬 일이었고 이때쯤 마크 노플러는 그런 거대한 프로젝트들에 질려가고 있었다. 그리하여 결국 두 번째, 최종적 해체에 이르게 되었다. 빌 플라나간(Bill Flanagan)은 이 과정을 GQ 매거진에서 다음과 같이 묘사했다. "월드 투어는 거의 2년간 이어졌고 돈은 산더미같이 들어왔고 다이어 스트레이츠는 땅바닥에 뻗어버렸다. 투어가 끝나자 노플러는 결혼생활과 밴드, 둘 다를 잃었다." 투어의 마지막 공연은 1992년 10월 9일 스페인의 자라고자에서였다.
투어가 끝난 뒤 마크 노플러는 거대한 규모의 투어는 그만하고 싶다고 했고 음악계를 잠시 떠나있고 싶다고도 했다. 투어를 담은 라이브 앨범인 <On the Night>이 1993년 5월에 발매되었고 또 다시 엇갈린 평가를 받았다. 그럼에도 불구하고 영국 톱5에 들어갔는데 라이브 앨범 치고는 드문 경우였다.  네 곡이 담긴 EP <Encores>도 출시되었고 프랑스와 스페인의 싱글 차트에서 1위를 기록했다.
다이어 스트레이츠의 마지막 앨범인 <Live at the BBC>는 1978년에서 1981년까지의 라이브 녹음 모음집으로 대부분 오리지널 라인업으로 연주된 것들이었다. 1995년 6월에 발매된 이들의 마지막이자 세 번째 라이브 앨범은 벌티고 레코드(현재 머큐리 레코드사의 자회사다)를 통해 출시되었다. 이 시점에 달해 마크 노플러는 조용히 다이어 스트레이츠를 해체하고 본격적으로 그의 첫 솔로 앨범을 준비한다 (당시 여전히 머큐리 레코드사 소속이었다).

### 1996년–현재
다이어 스트레이츠가 해체된 이후 마크 노플러는 솔로 활동을 시작하며 20년 가까이 준비해 온 그의 첫 앨범 <Golden Heart>를 1996년 3월에 내놓는다. 한편 <Brothers in Arms>는 1996년 8월 미국에서 공식적으로 9번의 플래티넘을 기록했다. 그 해에 다이어 스트레이츠의 전 앨범들이 밥 루드비히에 의해 리마스터되어 머큐리 레코드를 통해 미국 이외의 나라들에 CD로 재발매되었다. 후에 이것들은 미국에서 2000년 9월에 워너 브라더스사를 통해 출시된다.
마크 노플러, 존 일즐리, 앨런 클라크, 가이 플레처는 1999년 6월 19일 일즐리의 결혼식에서 마지막으로 다섯 곡을 함께 연주한다. 에드 빅넬이 드럼을 맡았고 연주했던 곡 중에는 척 베리의 "Nadine"도 있었다.  또 2002년 마크 노플러는 존 일즐리, 가이 플레처, 대니 커밍스, 크리스 화이트와 네 번의 자선공연을 함께 했다.
가장 최근에 나온 모음집인 <The Best of Dire Straits & Mark Knopfler: Private Investigations>는 2005년 11월에 발매되어 영국 톱20에 올랐다. 다이어 스트레이츠의 스튜디오 앨범에 수록되었던 곡들이 대부분이고 마크 노플러의 솔로 작품들과 영화음악에서 추린 곡들이 더해졌다. 회색 커버에 CD 한 장, 파란 커버에  CD 두 장이 담긴 두 가지 버전이 출시되었다. 새롭게 들어간 곡은 하나 뿐으로  에밀루 해리스(Emmylou Harris)와의 듀엣곡 "All the Roadrunning"이었다. 이 앨범은 호평을 받았다. 같은 해 또한 <Brothers in Arms> 20주년 기념 한정판이 발매되어 성공했고 48회 그래미상 시상식에서 최우수 서라운드 사운드 앨범 상을 수상했다.

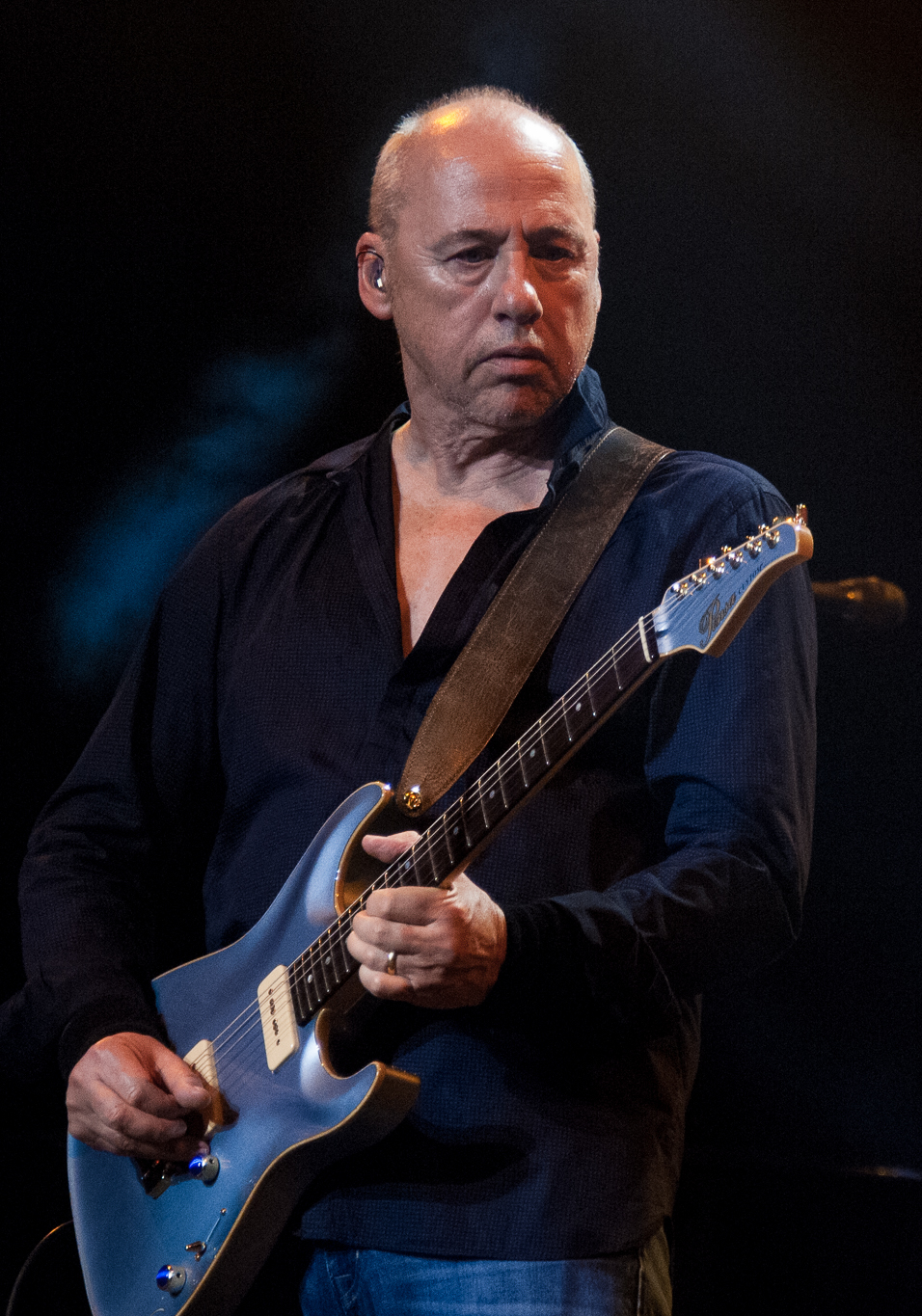
2015년의 마크 노플러. 그는 밴드 재결합 제안을 거절하면서 "우리는 너무 커져버렸다. 누구라도 유명해지는 것의 좋은 점 하나만 말해준다면 한 번 들어볼 용의가 있다"고 했다.

다이어 스트레이츠 해체 이후 마크 노플러는 재결합에 대해 별 관심을 보이고 있지 않다. "그 모든 것들을 돌아가서 다시 되풀이해야 한다니"라며 "자선 행사라면 할 것이다. 그 모든 것을 경험했던 것이 기쁘고 엄청 재미도 있었다. 하지만 나는 지금 이대로가 좋다"고 기자들에게 답했다. 한편 키보드 연주자였던 가이 플레처는 현재까지 마크 노플러의 거의 모든 솔로 앨범에 참여하고 있으며 대니 커밍스도 꽤 많이 연주했는데 최근 세 개의 솔로 앨범인 <All the Roadrunning> (에밀루 해리스와 함께 작업한), <Kill to Get Crimson>, <Get Lucky>에서는 특히 그렇다.
2007년 마크 노플러는 밴드의 인기가 최고조에 올랐을 때 누렸던 세계적 명성에 대해 전혀 그리워하지 않는다면서 "그냥 너무 커져버렸다"고 설명했다.  2008년 10월 존 일즐리는 BBC와의 인터뷰에서 노플러가 밴드의 재결합과 컴백 투어에 동의해 주기를 원한다고 말했다. 노플러는 거절했고 밴드 재결합에 대해 종종 내키지 않는다는 입장을 표명하면서 자신은 다이어 스트레이츠의 초기 히트곡들조차도 좋아하지 않는다고 했다. 같은 인터뷰에서 일즐리는 노플러가 성공적인 솔로 활동을 즐기고 있다며 "그는 솔로 아티스트로 너무 잘 나가고 있다. 그를 위해 좋은 일이다. 그는 자신이 현재 하고 있는 일 가운데 완벽한 삶을 살고 있다"고 했다.
2009년 12월 다이어 스트레이츠는 PRS 뮤직으로부터 헤리테지 어워드를 받았다. 기념패는 다이어 스트레이츠가 처음 연주를 함께 했던 런던 데프포드 공동주택 벽에 붙여졌다. 2011년에는 앨런 클라크, 크리스 화이트, 필 파머가 톰 페티 앤 더 하트브레이커스의 드러머 스티브 페론과 함께 "더 스트레이츠(The Straits)"라는 밴드를 구성하여 런던 로열 앨버트 홀에서 있던 자선공연에 참여했다. 2017년 12월 13일 다이어 스트레이츠가 2018년 록앤롤 명예에 전당에 들어갈 것이라는 발표가 있었다. 빌보드지와의 인터뷰에서 존 일즐리는 "우리가 최고로 사랑하는 것, 곡을 만들고 록앤롤을 연주하는 것을 기념하는 것에 있어 인정받고 일부분이 될 수 있다는 것이 매우 기쁘다"고 말했다. 혹시 있을 재결합 공연의 가능성에 대해서는 "그 점에 있어 마크는 꽤 강한 입장을 갖고 있다. 그에게 헌정에 대해 말하자 그는 "오, 그거 좋지"라고만 했을 뿐이다. 한다면 마크와 내가 그 자리에 함께 하는 것이 중요하다고 생각한다. 나는 반드시 참석할 것이고 마크도 설득할 것이다. 하지만 결정은 그에게 달려 있다. 나는 그의 의견을 전적으로 존중한다. 그는 스포트라이트를 그리 좋아하지 않는다"라고 덧붙였다.  노플러는 행사에 나타나지 않았고 이에 대해 일즐리는 "이것은 그의 개인적 결정이다. 그냥 그 쯤만 해두자"라고 언급했다.

## 밴드 멤버
- 마크 노플러(Mark Knopfler): 리드 보컬, 기타 (1977–1995)
- 존 일즐리(John Illsley): 베이스, 보컬, 기타 (1977–1995)
- 픽 위더스(Pick Withers): 드럼 (1977–1982)
- 데이비드 노플러(David Knopfler): 기타, 키보드, 보컬s (1977–1980)
- 앨런 클라크(Alan Clark): 키보드 (1980–1995)
- 할 린데스(Hal Lindes): 기타 (1980–1985)
- 테리 윌리엄스(Terry Williams): 드럼 (1982–1984, 1985–1989)
- 가이 플레처(Guy Fletcher): 키보드, 기타, 보컬 (1984–1995)
- 잭 소니(Jack Sonni): 기타 (1985–1988)

## 음반 목록
스튜디오 음반
- Dire Straits (1978)
- Communiqué (1979)
- Making Movies (1980)
- Love over Gold (1982)
- Brothers in Arms (1985)
- On Every Street (1991)

## 수상
- 브릿 어워드 1980 – 영국 그룹상
- 브릿 어워드 1986 – 영국 그룹상
- 그래미상 1986 – 최우수 록 보컬 듀오/그룹 퍼포먼스 ("Money for Nothing")
- 그래미상 1986 – 최우수 엔지니어드 앨범, 비클래식 음악 (<Brothers in Arms>  마크 노플러와 닐 돌프스맨 (엔지니어))
- 주노 어워드 1986 – 올해의 국제 앨범상
- MTV 뮤직비디오 어워드 1986 – 올해의 비디오 ("Money for Nothing")
- MTV 뮤직비디오 어워드 1986 – 최우수 그룹 비디오 ("Money for Nothing")
- 브릿 어워드 1987 – 올해의 영국 앨범 (<Brothers in Arms>)
- 그래미상 1987 – 최우수 뮤직 비디오 ("Brothers in Arms")
- 그래미상 2006 – 최우수 서라운드 사운드 앨범 (<Brothers in Arms—20th Anniversary Edition>, 쳑 아인래이 (서라운드 믹스 엔지니어), 밥 루드윅 (서라운드 마스터링 엔지니어), 쳑 아인래이와 마크 노플러 (서라운드 프로듀서)

## 후보
- 그래미상 1980 – 최우수 신인
- 그래미상 1980 – 최우수 듀오/그룹 록 보컬 퍼포먼스("Sultans of Swing")
- 아메리칸 뮤직 어워드 1986 – 최우수 팝/록 싱글 ("Money for Nothing")
- 브릿 어워드 1986 – 올해의 영국 앨범 (<Brothers in Arms>)
- 브릿 어워드 1986 – 올해의 영국 싱글 ("Money for Nothing")
- 브릿 어워드 1986 – 영국 비디오 ("Money for Nothing")
- 그래미상 1986 – 올해의 앨범 (<Brothers in Arms>)
- 그래미상 1986 – 올해의 녹음 ("Money for Nothing")
- 그래미상1986 – 올해의 곡 ("Money for Nothing")
- MTV 뮤직비디오 어워드 1986 – 최우수 컨셉트 비디오 ("Money for Nothing")
- MTV 뮤직비디오 어워드 1986 – 최우수 실험 비디오 ("Money for Nothing")
- MTV 뮤직비디오 어워드 1986 – 최우수 공연 비디오 ("Money for Nothing")
- MTV 뮤직비디오 어워드 1986 – 최우수 종합 공연 비디오 ("Money for Nothing")
- MTV 뮤직비디오 어워드 1986 – 최우수 연출 비디오 ("Money for Nothing")
- MTV 뮤직비디오 어워드 1986 – 최우수 시각효과 비디오 ("Money for Nothing")
- MTV 뮤직비디오 어워드 1986 – 최우수 예술 비디오 ("Money for Nothing")
- MTV 뮤직비디오 어워드 1986 – 최우수 편집 비디오 ("Money for Nothing")
- MTV 뮤직비디오 어워드 1986 – 시청자 선정 ("Money for Nothing")
- 브릿 어워드 1987 – 영국 그룹
- 브릿 어워드 1992 – 영국 그룹
- 그래미상 1992 – 최우수 뮤직 비디오 ("Calling Elvis")
- 브릿 어워드 2010 – 30년간 최우수 영국 앨범 (<Brothers in Arms>)